# Polynema ruymbekei
Polynema ruymbekei är en stekelart som beskrevs av Mathot 1969. Polynema ruymbekei ingår i släktet Polynema och familjen dvärgsteklar.
Artens utbredningsområde är Schweiz. Inga underarter finns listade i Catalogue of Life.